# Centaurea sennikoviana
Centaurea sennikoviana — вид квіткових рослин родини айстрових (Asteraceae). Ареал: Туреччина (цн. Анатолія, провінція Ніде).